# Suzy Records
Suzy Records je hrvaška glasbena založba, ki ima sedež v Zagrebu.

## Zgodovina
Založba je nastala v takratni SR Hrvaški v SFR Jugoslaviji leta 1972.
Po propadu socializma in razpadu Jugoslavije, se je založba v 90. letih dvajsetega stoletja preoblikovala v družbo z omejeno odgovornostjo. Kljub temu, da sta se največji konkurentski založbi Jugoton in PGP RTB preimenovali v Croatia Records oz. PGP RTS, je Suzy svoje delo nadaljevala z istim imenom.

## Izvajalci
Založba je znana po tem, da je izdajala plošče številnih znanih jugoslovanskih glasbenikov. Nekateri so imeli z založbo tudi sklenjeno pogodbo:
- Boa
- Buldožer
- Zdravko Čolić
- Drugi Način
- Gori Uši Winnetou
- Grupa 220
- ITD Band
- Metak
- Parni valjak
- Prljavo kazalište
- Pro Arte
- Tutti Frutti Balkan Band
- Zvijezde

Podobno kot ostale jugoslovanske glasbene založbe, je tudi Suzy izdajala glasbene albume tujih izvajalcev, vključno z AC/DC, Adam and the Ants, Blood, Sweat & Tears, Blue Öyster Cult, The Clash, Leonard Cohen, Phil Collins, Alice Cooper, Elvis Costello, Crosby, Stills, Nash & Young, The Doors, Bob Dylan, Europe, Fleetwood Mac, Aretha Franklin, Iron Butterfly, Michael Jackson, Judas Priest, Cyndi Lauper, Led Zeppelin, MC5, Midnight Oil, Prince, The Rolling Stones, Sade, Santana, Bob Seger, Paul Simon, Bruce Springsteen, Rod Stewart, Johnny Winter, Yes in drugimi. Suzy je tesno sodelovala s številnimi tujimi glasbenimi založbami, kot je na primer CBS Records.

## Konkurenti
Največje konkurentske založbe iz bivše Jugoslavije sta bili beograjski PGP RTB in Jugodisk, zagrebška založba Jugoton, sarajevska založba Diskoton in ljubljanska založba ZKP RTV Ljubljana.